# Parafilie
Parafilia reprezintă dorința sexuală intensă, fantezii sau comportamente care implică obiecte, activități sau situații insolite și cauzează suferința sau umilința altor persoane sau propriei persoane. Aceste tulburări se întâlnesc mai frecvent la bărbați decât la femei.
Parafilia se mai numește și „deviație sexuală”, deviația (παρά para-) constă în ceva spre care este atrasă (φιλία -filia) persoana.
Parafilie este un termen general pentru o practică sexuală necesară excitării sexuale a unui individ, dar care nu este aprobată de normele sociale, fiind considerată o anormalitate sau perversiune sexuală.
Parafilia se caracterizează prin căutarea regulată a plăcerii sexuale cu ajutorul unui obiect sau a unor situații bizare, neobișnuite, ieșite din comun (stimul extern sau fantezie internă).
Dintre tulburările prezente în parafilie fac parte:
- voaiorismul (voyeurismul)
- necrofilia
- zoofilia
- exhibiționismul (diferit de nudism)
- froteurismul
- sadismul sau masochismul sexual (diferit de practica sexuală BDSM)
- pedofilia

Unele comportamente sexuale deviante implică utilizarea violenței psihologice sau fizice (pedofilia, sadismul și masochismul), în timp ce altele se referă la obiecte anormale ale atracției (necrofilia, zoofilia).
Cercetătorii nu sunt încă siguri ce cauzează parafilia. Poate fi vorba despre o predispoziție biologică susținută de comportamentele sau asociațiile făcute în prima parte a vieții.